# Aleksandr Lebziak
Aleksandr Borisovitj Lebziak (ryska: Александр Борисович Лебзяк), född 15 april 1959 i Donetsk i Ukrainska SSR i Sovjetunionen (nu Ukraina), är en sovjetisk och rysk före detta boxare som tog OS-guld i lätt tungviktsboxning 2000 i Sydney. Han vann sin viktklass i amatör-VM i boxning 1997.